# Tmesisternus stellae
Tmesisternus stellae là một loài bọ cánh cứng trong họ Cerambycidae.